# Tzena, Tzena
Tzena, Tzena – piosenka napisana w języku hebrajskim przez Izaachara Mirona (Stefana Michrowskiego), polskiego imigranta do Palestyny (dzisiejszego Izraela) oraz Yechiela Chagiza.
Michrowski, urodzony w 1920 r. w Kutnie opuścił w wieku 19 lat Polskę, dzięki czemu uniknął Holokaustu. Podczas służby w Brygadzie Żydowskiej wchodzącej w skład wojsk brytyjskich, napisał słowa piosenki, a jego starszy przyjaciel Chagiz skomponował muzykę.
Gordon Jenkins zaaranżował utwór dla zespołu The Weavers, który śpiewał go razem z orkiestrą Jenkinsa. Wersja ta, wydana przez wytwórnię Decca Records (numer katalogowy 27077) na dwustronnej płycie, dotarła na drugie miejsce listy magazynu Billboard, podczas gdy drugi utwór z płyty, „Goodnight Irene” zajął miejsce pierwsze.
Oryginalne angielskie słowa zostały napisane przez Mitchella Parisha i nieco zmienione w wersji nagranej przez The Weavers. Jenkins i Spencer Ross utrzymywali, że byli autorami utworu, bazującego na tradycyjnej piosence żydowskiej. Michrowski zaskarżył Jenkinsa/Rossa i wygrał proces.
Inne wersje „Tzena, Tzena” zostały nagrane przez Vica Damone’a i orkiestrę Mitcha Millera.